# Bomarea salsilla
Bomarea salsilla - растение, найденное Линнеем и переклассифицированное Шарлем-Франсуа Бриссо де Мирбелем.
Это растение растет на каменистых почвах, в частичной тени, между регионами Вальпараисо и Ла Араукания.

## Омонимы
B salsilla Vell. (syn B edulis)
Затем возникает противоречие в номенклатуре B.salsilla, новые комбинации для последнего омонима Velloso - B edulis Herb.

## Синонимы
Bomarea salsilla var. praecipua Herb.